# Campeonato Europeo de Ciclismo en Grava de 2026
El IV Campeonato Europeo de Ciclismo en Grava se celebrará en Houffalize (Bélgica) en el año 2026 bajo la organización de la Unión Europea de Ciclismo (UEC) y la Federación Belga de Ciclismo.